# Judgement (Anathema)
Judgement è il quinto album in studio del gruppo musicale britannico Anathema, pubblicato il 21 giugno 1999 dalla Music for Nations.

## Descrizione
Con quest'album il gruppo mette completamente alle spalle le sonorità doom metal che caratterizzavano le loro prime pubblicazioni, rivolgendosi verso una musica più onirica e da atmosfera, ma sempre marcata da tinte gotiche. Il brano One Last Goodbye è dedicato a Helen Cavanagh, madre dei fratelli Cavanagh scomparsa nel 1998.

## Tracce
1. Deep – 4:53 (testo: Vincent Cavanagh – musica: Danny Cavanagh, Dave Pybus)
2. Pitiless – 3:11 (testo: Vincent Cavanagh, Dave Pybus, John Douglas – musica: Danny Cavanagh)
3. Forgotten Hopes – 3:50 (Danny Cavanagh)
4. Destiny Is Dead – 1:47 (musica: Danny Cavanagh, Dave Pybus)
5. Make It Right (F.F.S.) – 4:19 (John Douglas)
6. One Last Goodbye – 5:24 (Danny Cavanagh)
7. Parisienne Moonlight – 2:10 (Danny Cavanagh)
8. Judgement – 4:20 (testo: Vincent Cavanagh, Danny Cavanagh – musica: Danny Cavanagh, John Douglas)
9. Don't Look Too Far – 4:57 (John Douglas)
10. Emotional Winter – 5:54 (testo: Vincent Cavanagh – musica: Danny Cavanagh)
11. Wings of God – 6:29 (John Douglas)
12. Anyone, Anywhere – 4:51 (testo: Dave Pybus – musica: Dave Pybus, Danny Cavanagh)
13. 2000 & Gone – 4:51 (musica: Dave Pybus, Danny Cavanagh)

Traccia bonus
1. Transacoustic – 3:46

## Formazione
Gruppo
- Vincent Cavanagh – voce, chitarra
- Danny Cavanagh – chitarra elettrica, chitarra acustica, tastiera, voce (traccia 7)
- Dave Pybus – basso
- John Douglas – batteria

Altri musicisti
- Lee Douglas – voce femminile (tracce 7 e 9)
- Dario Patti – pianoforte (traccia 12)

Produzione
- Kit Woolven – produzione, ingegneria del suono
- Dario "Ki-Nell" Mollo – assistenza tecnica